# Aeroporto di Istres
Istres-Le Tubé Air Base (in lingua francese Base Aérienne 125 o BA125) è una base militare delle Armée de l'air che si trova ad Istres, nelle vicinanze di Marsiglia, in Francia.